# Список (копія)
Список — в іконописі та й взагалі список рукопису — переписана (списана з оригіналу) копія документа.

## Опис
Оскільки ікона вважається явищем Божественної істини, а іконописець при створенні образу відіграє роль лише посередника — провідника цієї істини, то «прототип» і «копія» абсолютно рівнозначні, список має те саме найменування, що і оригінальна ікона і володіє всіма її властивостями. Питання автентичності для ікони не існує, кожна канонічна ікона справжня, бо вказує на Божественний прототип. Цим може пояснюватися, приміром, величезна кількість різнотипних ікон, що відносяться переказом до одного джерела — кожен список може вважатися в тій чи іншій мірі оригіналом.